# Touria Chaoui
Pour les articles homonymes, voir Touria et Chaoui (homonymie).
Touria Chaoui (en arabe : ثريا الشاوي ; en berbère : ⵜⵓⵔⵉⴰ ⵛⴰⵡⵉ), née le 14 décembre 1936 à Fès et morte le 1er mars 1956 à Casablanca, est la première femme marocaine à avoir été pilote d'avion et plus jeune pilote du monde arabe.

## Biographie
Issue d'une famille de la bourgeoisie marocaine, Touria Chaoui est née le 14 décembre 1936 à Fès. Elle effectue sa scolarité dans sa ville natale à Fès. Son père, Abdelwahed Chaoui, est un journaliste d'expression française (journal : Le Courrier du Maroc, édité à Fès), mais aussi, par passion, un acteur de théâtre, un des pionniers du théâtre marocain, et plus occasionnellement de cinéma. Lorsque le réalisateur français André Zwobada décide de tourner un film à Fès, La Septième Porte en 1948, il retient dans le casting Abdelwahed Chaoui pour un rôle auprès de Georges Marchal et Maria Casarès. Son père obtient également un rôle pour sa fille Touria Chaoui dans ce film. Elle est alors âgée de treize ans. 
Mais Touria Chaoui a également une passion pour l'aviation. La seule école de pilotage est alors la base de Tit Mellil, dans la région de Casablanca. Le Maroc étant sous protectorat français à l'époque, l'accès aux cours pour une adolescente marocaine y était difficile. Là encore, son père obtient pour sa fille d'accéder à cette formation, grâce à sa ténacité et son réseau de connaissances. Son frère évoque les tentatives du directeur de l'école et de l'un des examinateurs pour la décourager de s'inscrire, et du soutien d'un autre des examinateurs.
Malgré les obstacles, elle obtient son brevet de pilotage le 17 octobre 1951 à l'issue de cette formation ; Touria Chaoui devient ainsi la première aviatrice marocaine et du Maghreb,. 
Les journaux relatent l’événement. Touria Chaoui reçoit les félicitations de toutes les organisations féminines. Elle reçoit aussi, entre autres, une lettre et une photo dédicacée de Jacqueline Auriol, pilote d'essai, et belle-fille du président français Vincent Auriol.
Elle fonde l'Aéro-Club royal. Elle s'investit également dans une association d'alphabétisation et de formation professionnelle de jeunes femmes, et s'engage aussi dans le parti de l'indépendance, Parti de l'Istiqlal. Son père et elle ayant eu des échos de menaces de la part des partisans de la présence française au Maroc, ils préfèrent s'installer temporairement en Espagne, puis reviennent à Casablanca quand les négociations pour l'indépendance se terminent.

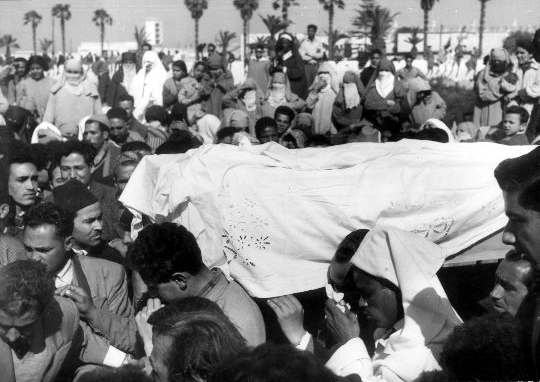
Les funérailles de Touria Chaoui.

Après le retour d'exil de Sidi Mohammed ben Youssef, en novembre 1955, la jeune aviatrice survole la ville et lâche des tracts de bienvenue de son avion monoplace. Le futur roi Mohammed V la reçoit au palais pour la féliciter, ainsi que les princesses Lalla Aicha et Lalla Malika.
Mais le 1er mars 1956, la veille de l'indépendance, alors qu'elle n'a que 19 ans, elle est assassinée devant le domicile familial. Si un tueur à gages a été accusé de ce crime, le mobile de cet homicide n'a jamais été élucidé,,,.